# Luis Dellepiane (hijo)
Luis Dellepiane Mastache (hijo) (Buenos Aires, 8 de febrero de 1895; Buenos Aires, 31 de agosto de 1951) fue un médico, político radical y dirigente estudiantil argentino. Protagonista de la Reforma universitaria de 1918 y fundador de FORJA, fue elegido dos veces como diputado nacional.

## Biografía
Luis Dellepiane nació el 8 de febrero de 1895 en Buenos Aires. Su padre, Luis José Dellepiane, fue un destacado militar radical, muy cercano a Hipólito Yrigoyen. Su madre, Perfecta Mastacha, fue una inmigrante española asturiana.
En la década de 1910 realizó sus estudios universitarios en la Facultad de Medicina de la Universidad de Buenos Aires, donde fue elegido delegado del Centro de Estudiantes, siendo protagonista del movimiento de la Reforma Universitaria de 1918.
Se recibió de médico y se radicó en Ascensión, partido de General Arenales, en el norte de la provincia de Buenos Aires, donde ejerció su profesión y actuó en la vida política, en el seno de la Unión Cívica Radical.
En 1933 participó del levantamiento revolucionario de Paso de los Libres, encabezado por el teniente coronel Roberto Bosch, cuestionando contra la legitimidad de la presidencia de Agustín P. Justo, siendo detenido.
En 1935 fue uno de los fundadores y primer presidente de la Fuerza de Orientación Radical de la Joven Argentina (FORJA), grupo nacionalista disidente de la conducción de la UCR.
En 1946 fue elegido diputado nacional por la Capital Federal, con mandato hasta 1948, año en que fue reelecto con mandato hasta 1952, que no pudo finalizar debido a su fallecimiento.
Murió el 31 de agosto de 1951, con 56 años de edad.

## Memoria
Una calle de la Ciudad de Buenos Aires, ubicada a escasa distancia de su domicilio y de la sede del Comité Capital de la UCR lleva el nombre de "Dr. Luis Dellepiane" en su memoria.

## Relaciones familiares
Fue sobrino del historiador José Antonio Dellepiane.